# Rodingit

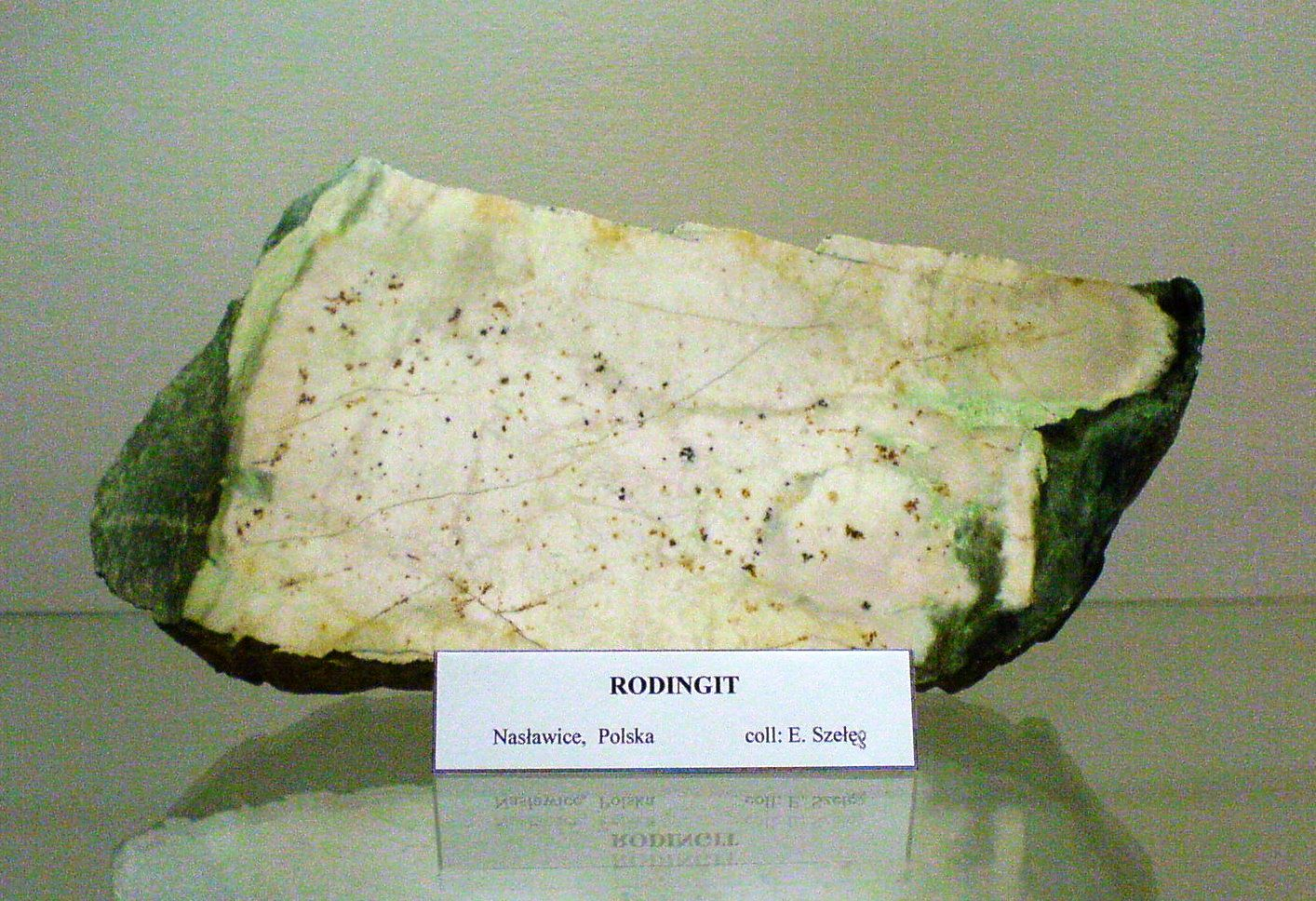
Rodingit wapniowo-krzemianowy, kolekcja muzeum WNoZ UŚ, Sosnowiec

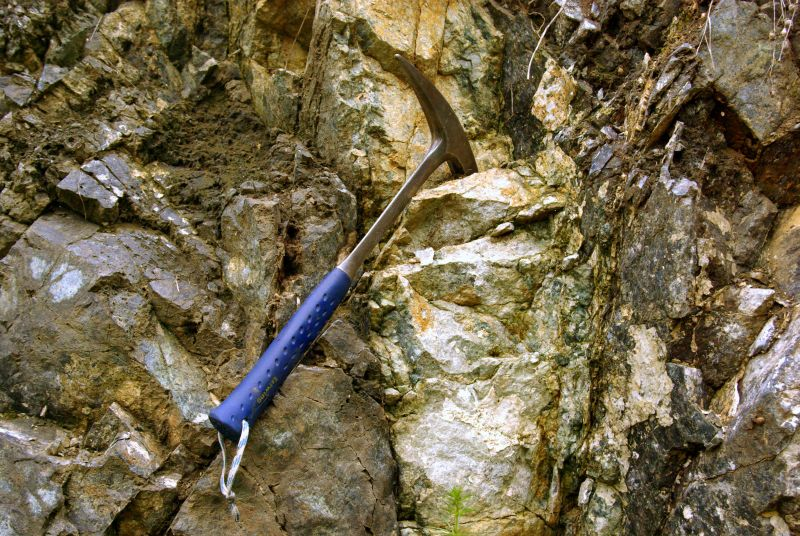
Żyła rodingitowa (prawdopodobnie pogabroidowa) w serpentynitach w starym łomiku między miejscowościami Mikołajów i Budzów Kolonia nieopodal Srebrnej Góry na Dolnym Śląsku.

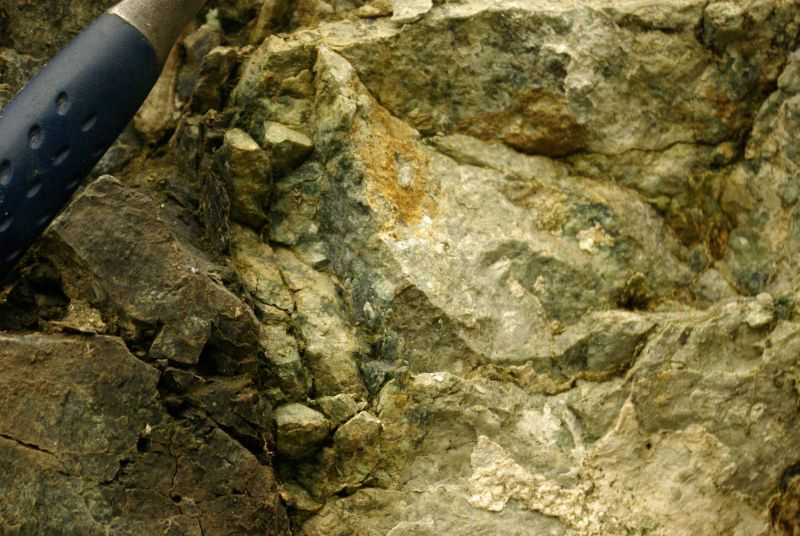

Rodingit – skała metamorficzna głównie wapniowo-krzemianowa zbudowana z granatów wapniowych (grossular, andradyt) i wapniowych piroksenów (diopsyd), powstała w wyniku niskootemperaturowego metamorfizmu metasomatycznego (zob. → metasomatoza). Rodingity powstałe w wyższych temperaturach (750-800 °C) określane są mianem metarodingitów. Nazwa pochodzi od rzeki Roding w górach Dun w Nowej Zelandii, opisana w 1911 r. przez P. Marshalla.

## Skład mineralny
Najczęściej występujące minerały to: grossular, hydrogrossular (hibszyt), andradyt, diopsyd, fassait, wezuwian, chloryt, zoisyt, klinozoisyt, epidot, thulit, tytanit, amfibole, prehnit, skapolity, magnetyt.

## Cechy zewnętrzne
Występuje wiele odmian rodingitów, praktycznie każdy różni się zabarwieniem. Przeważnie mają barwę białą, szarą, zieloną, różowo-fioletową, brunatną, jednak najczęściej wielobarwne. Wykazują nieregularną plamistość, "kolorowy kleks". Tworzą sieć żyłek i soczew.

## Budowa wewnętrzna
Wykazuje strukturę granofelsową, drobno i średnioziarnistą, gruboblastyczną. Tekstura najczęściej zbita i bezładna, czasami jednak wyraźna słaba strefowość, oraz niezbyt widoczna kierunkowość.

## Geneza
Powstaje wskutek metasomatozy krzemionkowo-wapniowej żył oraz niewielkich rozmiarów ciał magmowych w obrębie masywów serpentynitowych. Protolitami najczęściej są skały ultrazasadowe (dunity, perydotyty i skały im pokrewne), oraz amfibolity związane ze skałami ultramaficznymi.

## Odmiany
Wyróżnia się wiele odmian rodingitów, ze względu na ich różnorodny skład mineralny, oraz występowanie minerałów w różnych proporcjach. Najczęściej spotykanymi odmianami są:
- grossularowo-diopsydowe
- grossularowo-wezuwianowe
- diopsydowo-klinozoisytowe
- andradytowo-grossularowo-wezuwianowe
- grossularyty
- hydrogrossularyty
- wezuwianity
- zoisytyty

## Występowanie
Należą do skał rzadkich. Występują wśród masywów serpentynitowych tworząc w nich niewielkie ciała w postaci żył i soczew. Często współwystępują z nefrytem i skałami kwarcowo-zoisytowymi.
W świecie: Nowa Zelandia -Roding; Kuba; USA - Kalifornia, Oregon; Kanada - Quebec; Pakistan; Rosja - Ural południowy, Jakucja, Sajany; Kazachstan, Turcja, Włochy - (doliny Ala, Aosta, Gava, Orba); Austria, Szkocja.
W Polsce: Nasławice k. Sobótki, Jordanów (w masywie serpentynitowym Gogołów-Jordanów), Szklary k. Ząbkowic Śląskich (masyw serpentynitowy Szklar), Mikołajów, Braszowice k. Ząbkowic Śląskich (masyw serpentynitowy Braszowice-Brzeźnica).

## Zastosowanie
- Czasami zawiera złoża żelaza i złota,
- Źródło cennych okazów minerałów - granatów, wezuwianów, piroksenów, chlorytu, epidotu, zoisytu i thulitu,
- Cenny kamień ozdobny i dekoracyjny,
- Ważny materiał badań mineralogicznych.